# 机制币

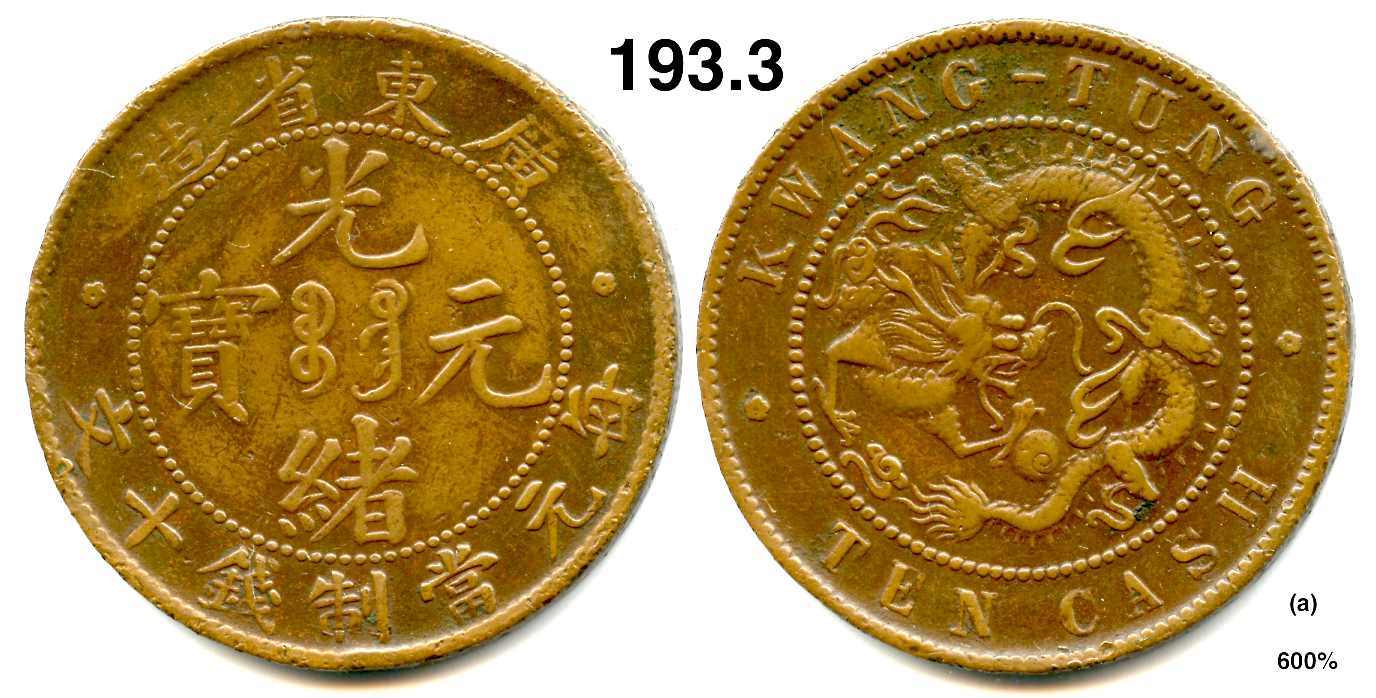
中国早期的机制币，光绪元宝

机制币是以机器制作而非手工制作的各种金属货币，即硬币。在近代和现代中国，硬币主要指的是机器打制的金属钱币，包括金币、银币、铜币、镍币、锑币、镁币及鑞币（即铅币）等。
在收藏业，机制币区别于中国以前采用浇铸方法制得的钱币，指的是在西方钱币管理体系刚刚引入中国时采用西方机械印制和铸造的那类硬币。

## 图册

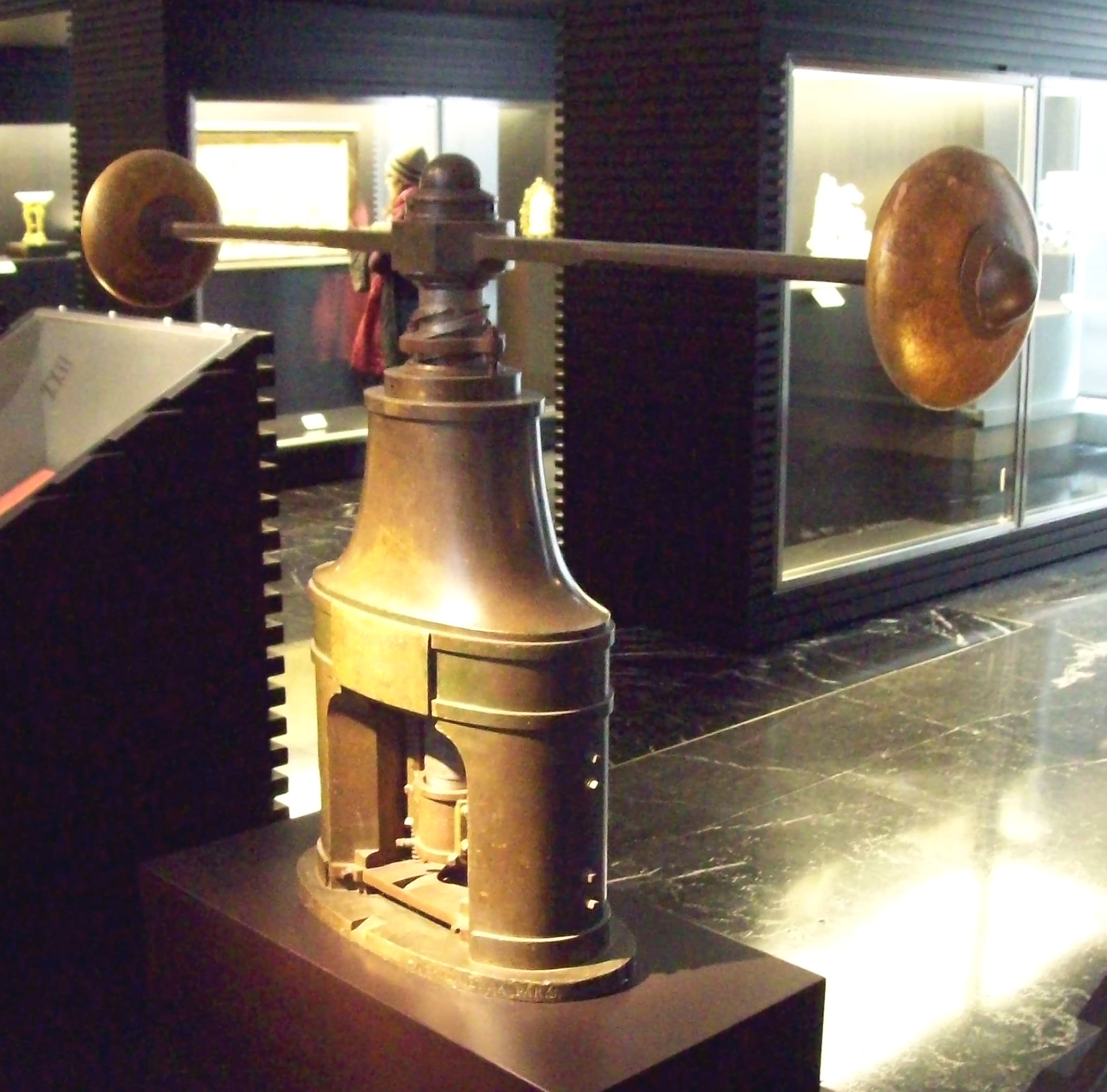
法国制硬币印花机，1831年
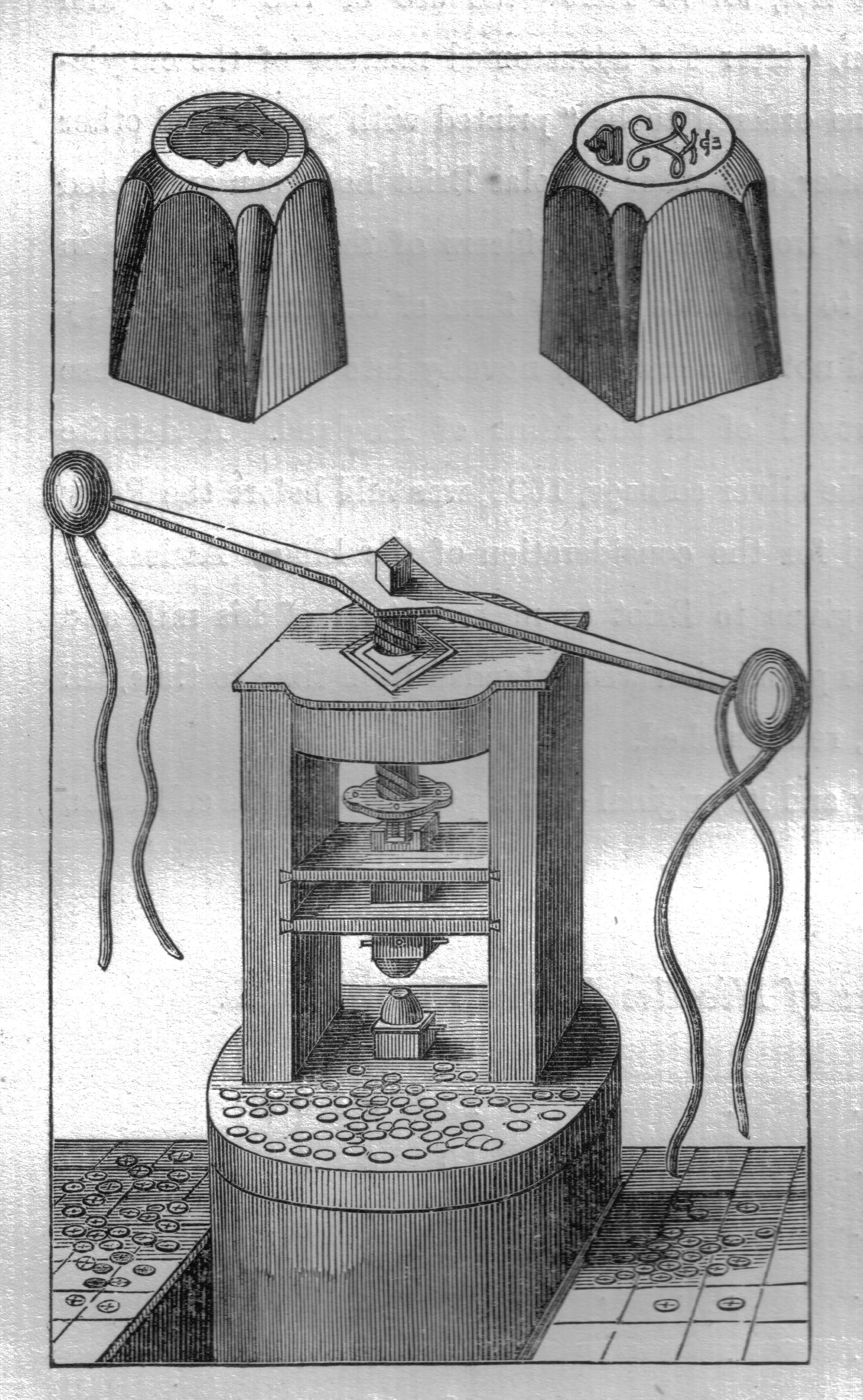
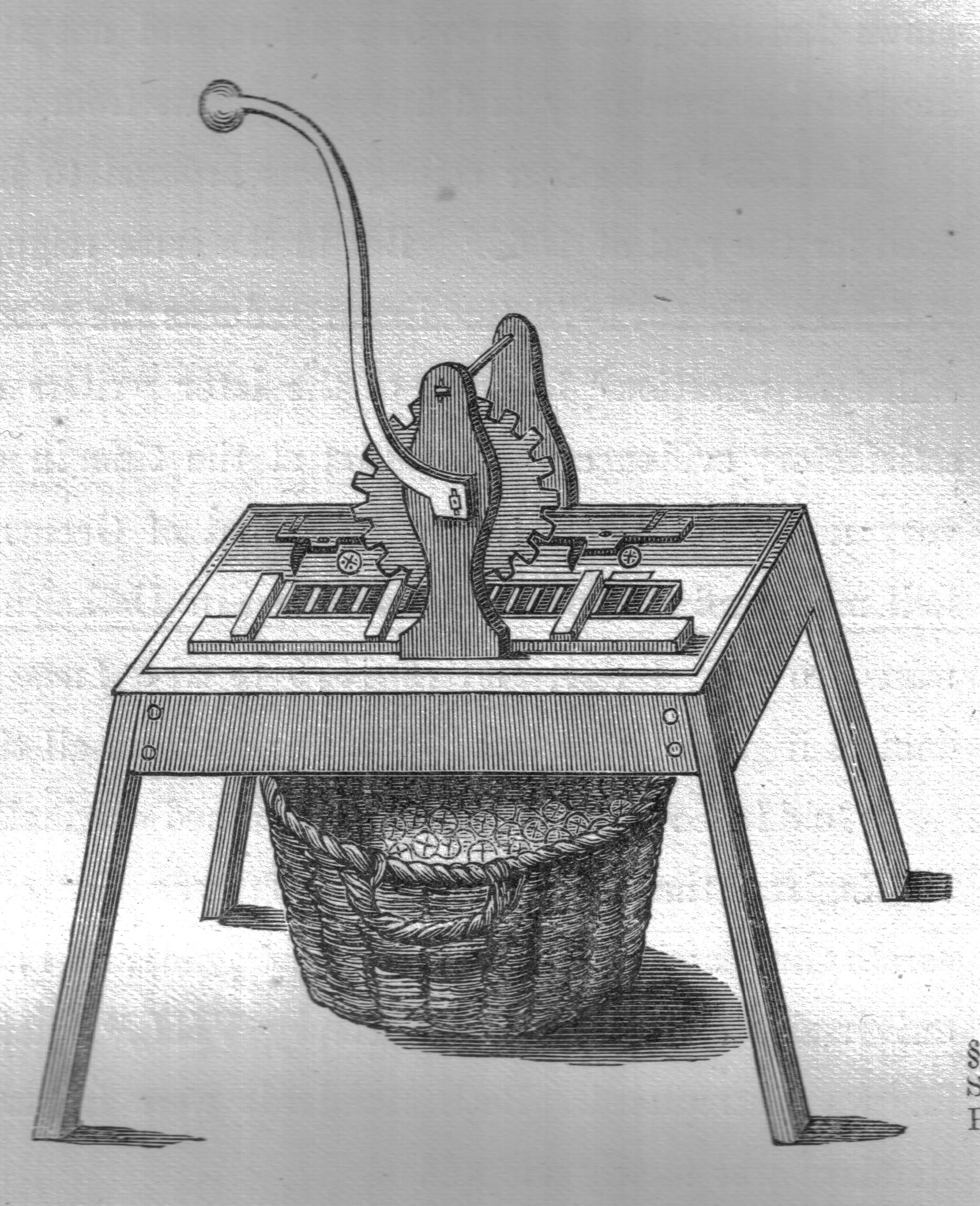
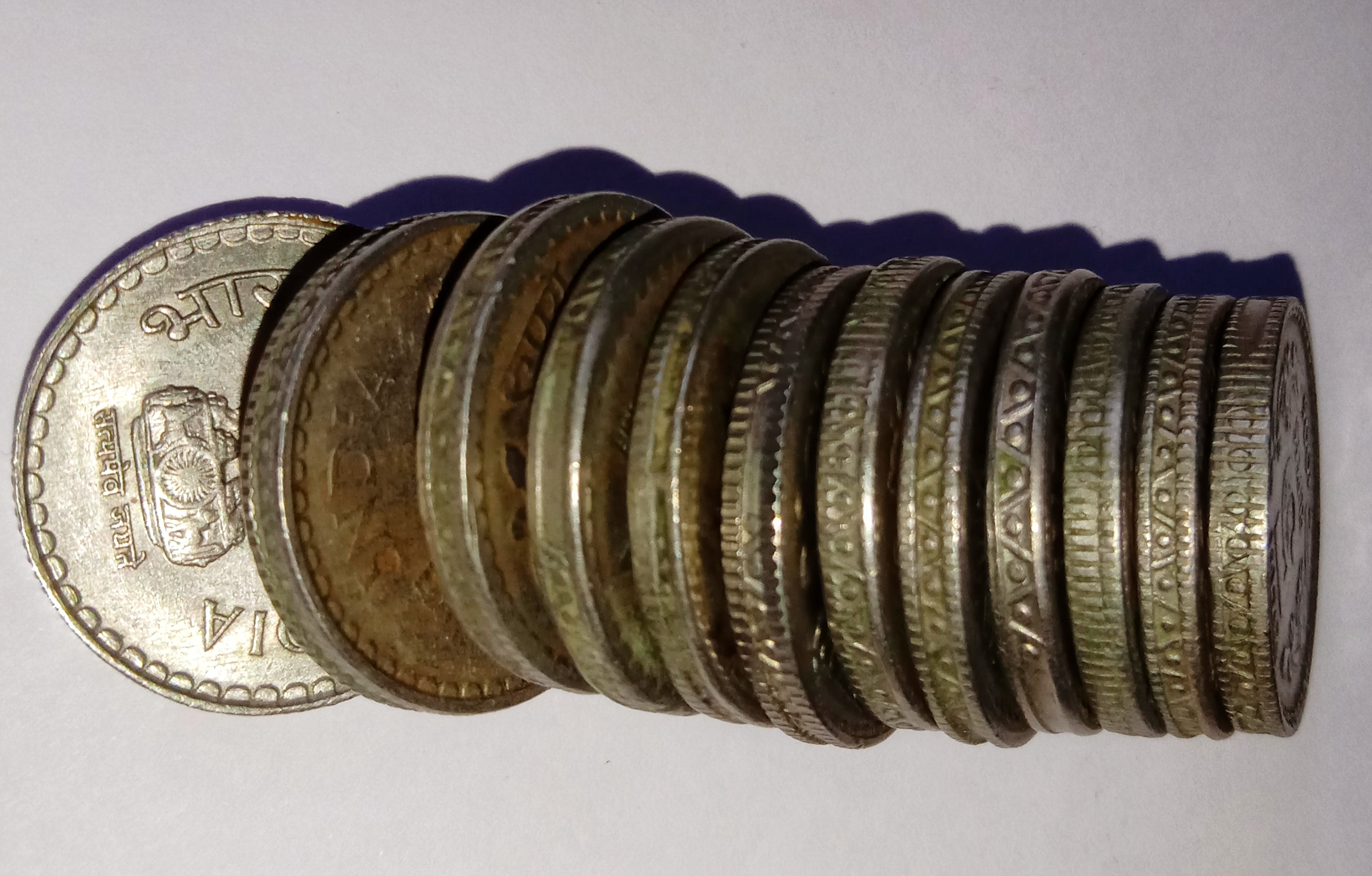
机制币边缘轧有边齿，主要目的是防伪和確保完整性，图为印度卢比